# ستببينغلي (بيدفوردشير)
ستببينغلي (بالإنجليزية: Steppingley)‏ هي قرية و أبرشية مدنية تقع في المملكة المتحدة في إنجلترا. يقدر عدد سكانها بـ 233 نسمة .